# 박명식
박명식은 간경화를 앓다가 점쟁이의 말을 듣고 살아있는 사람을 살해한 뒤 간을 빼먹은 살인자이다.
그는 1990년 4월부터 10월까지 신포에서 간경변증을 치료하기 위해 12명의 청소년을 살해한 혐의로 유죄판결을 받은 북한의 연쇄살인범이다. 그는 이러한 범죄로 유죄 판결을 받고 사형을 선고받은 후 1991년에 처형되었다.

## 배경
북한의 검열이 심해 박씨의 신상에 대해서는 알려진 바가 거의 없고 사실 여부도 확인하기 어렵다. 범행 당시 신포에서 공장 노동자로 일하던 그는 동료들에게 소심한 사람으로 묘사됐다.
박씨는 대량 살해가 있기 몇 년 전부터 간경변증을 앓아 함흥의 한 대형병원에서 유명 의사의 치료를 받아야 했다. 치료 효과도 없었고, 계속 고통스러워하던 박씨는 직장 동료로부터 점쟁이가 자신의 문제를 도와줄 수 있다는 말을 우연히 들었다. 북한에서 종교 활동은 금지되어 있었지만 직장 동료는 그를 몰래 점쟁이를 소개해주기로 했고, 박씨는 점쟁이를 만났을 때 병을 고칠 수 있는 답을 구했다.
처음에는 그의 간청을 거부했지만 결국 점쟁이는 그를 불쌍히 여기고 그의 병을 치료하는 유일한 방법은 인간의 간을 섭취하는 것이라고 박씨에게 말했다. 사람을 죽일지도 모른다는 두려움에 집으로 돌아왔지만 시간이 지날수록 병세가 악화되자 고통 속에 죽는 것보다 노력하는 것이 낫다고 판단했다.